# قره‌بائو (آتیراو)
قره‌بائو (قزاقی: Қарабау) یک منطقهٔ مسکونی در قزاقستان است که در استان آتیراو واقع شده است.